# Brezovica (comune)
Brezovica (ufficialmente in sloveno Občina Brezovica) è un comune (občina) della Slovenia. Ha una popolazione di 12 186 abitanti ed un'area di 91,2 km². Appartiene alla regione statistica della Slovenia Centrale. La sede del comune si trova nell'insediamento di Brezovica pri Ljubljani.

## Insediamenti
Il comune di Brezovica è formato da 16 insediamenti (naselija):
- Brezovica pri Ljubljani, insediamento capoluogo comunale
- Dolenja Brezovica
- Gorenja Brezovica
- Goričica pod Krimom
- Jezero
- Kamnik pod Krimom
- Notranje Gorice
- Planinca
- Plešivica
- Podpeč
- Podplešivica
- Preserje
- Prevalje pod Krimom
- Rakitna
- Vnanje Gorice
- Žabnica

## Amministrazione
| Periodo | Periodo   | Primo cittadino | Partito | Carica  | Note |
| ------- | --------- | --------------- | ------- | ------- | ---- |
| 1994    | 1998      | Drago Stanovnik |         | sindaco |      |
| 1998    | 2002      | Drago Stanovnik |         | sindaco |      |
| 2002    | 2006      | Drago Stanovnik |         | sindaco |      |
| 2006    | 2010      | Metod Ropret    |         | sindaco |      |
| 2014    | 2018      | Metod Ropret    |         | sindaco |      |
| 2018    | in carica | Metod Ropret    |         | sindaco |      |